# This Side of Love
This Side of Love is een nummer van de Amerikaanse zanger Terence Trent D'Arby uit 1989. Het is de eerste single van zijn derde studioalbum Neither Fish nor Flesh.
In "This Side of Love" worden rock en soul met elkaar gecombineerd. D'Arby heeft het nummer zelf geschreven en speelt ook een groot aantal instrumenten die op de plaat te horen zijn, zoals de drums, gitaar, keyboard en piano. Critici hebben de plaat vergeleken met het werk van Prince, Grand Funk Railroad en Sly and the Family Stone. Het nummer flopte in Amerika, maar werd daarbuiten in een paar andere landen wel een kleine hit. In Nederland bereikte de plaat de 10e positie in de Tipparade. Het nummer is ook opgenomen op meerdere compilatiealbums van D'Arby's, waaronder Terence Trent D'Arby's Greatest Hits en Sign Your Name: The Best of Terence Trent D'Arby.